# 1999年8月逝世人物列表
1999年逝世人物列表：1月 - 2月 - 3月 - 4月 - 5月 - 6月 - 7月 - 8月 - 9月 - 10月 - 11月 - 12月
1999年8月逝世人物列表，是用于汇总1999年8月期间逝世人物的列表

## 依日期排序

### 1日
- 魯迪·伯克哈特，85歲，瑞士裔美國電影製片人和攝影師，溺水自殺身亡。[1]
- Nirad C. Chaudhuri，101歲，印度英語作家。[2]
- Tommy Hinnershitz，87歲，美國賽車手。
- Kalyan Kumar，71歲，印度電影演員和製片人。
- 納西爾·馬利克，49歲，巴基斯坦板球運動員。[3]
- 帕裡斯·皮什米什，88歲，亞美尼亞-墨西哥天文學家。[4]
- İrfan Özaydınlı，75歲，土耳其士兵和政治家。

### 2日
- 阿爾貝托·吉羅內拉，69歲，墨西哥畫家。[5]
- 格雷戈里奧·卡德納斯·埃爾南德斯，墨西哥連環殺手。
- Sunthorn Kongsompong，68歲，泰國軍事指揮官和政治家，總理（1991-1992），死於肺癌。[6]
- 阿爾夫·米勒，82歲，英格蘭足球運動員和教練。
- 威利·莫裡斯，64歲，美國作家和編輯。[7]
- 伯恩哈德·匡特，96歲，德國政治家。
- 吉姆·斯勞特，71歲，美國籃球運動員。[8]
- 彼得·范內克，77歲，英國皇家海軍軍官，戰鬥機飛行員和政治家。

### 3日
- 阿卜杜勒·瓦哈卜·巴亞提，72歲，伊拉克詩人。[9]
- 羅德尼·安塞爾，44歲，澳大利亞放牧者，水牛獵人和鱷魚鄧迪的靈感來源，在員警槍戰中喪生。[10]
- 拜倫·法威爾，78歲，美國軍事歷史學家、傳記作家和政治家。[11]
- 明在南，61歲，韓國合氣道醫生，死於胃癌。
- 迪克·拉特瓦拉，56歲，美國音樂家，搖滾樂隊Grateful Dead的磁帶檔案保管員。[12]
- 鮑勃·莫洛漢，89歲，美國政治家。
- 伊紮克·拉斐爾，85歲，以色列政治家。[13]
- Leroy Vinnegar，71歲，美國爵士貝斯手，心臟病發作而死。[14]
- 羅伊·威金斯，73歲，美國鋼吉他手。

### 4日
- 阿克拉克·艾哈邁德，49歲，巴基斯坦歌手，死於血癌。
- Liselott Linsenhoff，71歲，德國馬術和奧運冠軍。[15]
- 维克多·迈彻（Victor Mature），86岁，美国电影演员。[16]
- Lucrecia Reyes-Urtula，70歲，菲律賓編舞，戲劇導演和作家。
- 德里克·謝潑德，35歲，美國橄欖球運動員，心臟病發作而死。[17]
- 卡爾·湯姆斯，72歲，英國佈景和服裝設計師，死於肺氣腫。[18]

### 5日
- 詹姆斯·費拉，80歲，美國黑幫
- 亨利·霍洛威，68歲，澳大利亞橄欖球運動員和教練。
- 約翰·卡塞雷，79歲，美國視覺藝術家。[19]
- 大衛·芒羅，55歲，英國紀錄片製片人，死於癌症。[20]
- 裡瑪·茹科娃，74歲，蘇聯和俄羅斯速度滑冰運動員。

### 6日
- 米哈伊·貝切斯庫，91歲，羅馬尼亞動物學家。
- 伊爾斯·保辛，80歲，奧地利雙人滑運動員，奧運獎牌得主。[21]
- Kalpnath Rai，58歲，印度政治家，心臟病發作。
- 麗塔·薩克拉裡烏，64歲，希臘歌手，癌症。
- 穆罕默德·謝里夫，78歲，巴基斯坦陸軍上將。[22]
- 克勞黛特·索雷爾，66歲，美國鋼琴家和教育家，癌症。[23]
- 傑里·尤爾斯曼，75歲，美國小說家和攝影師，肺癌。[24]

### 7日
- 沃利·奧爾布賴特，73歲，美國前童星。
- 喬納森·博伊德，54歲，澳大利亞職業摔跤手，心臟病發作而死。[25]
- 赫伯特·哈根，85歲，德國黨衛軍元首，二戰期間戰犯。
- 布瑞恩·詹姆斯（Brion James），54岁，美国电影演员。[26]
- J. Andrew Keith，40歲，美國角色扮演遊戲設計師。
- 哈裡·利特瓦克，91歲，美國大學籃球教練。[27]
- 戴斯蒙德·馬凱特，90歲，美國電影編輯。
- 宮川一夫，91歲，日本電影攝影師。
- 邹谠，80岁，华裔美国政治学家。[28]
- 约翰·范赖恩，94歲，美國網球運動員。

### 8日
- 佛吉尼亞·艾倫，82歲，美國教育家和女性就業宣導者。
- 約蘭達·索菲亞·巴爾加斯·佩雷拉·杜爾切，73歲，墨西哥作家。[29]
- 帕沃·林塔拉，68歲，芬蘭小說家和神學家。
- Dora Schaul，85歲，第二次世界大戰期間的德國抵抗活動家。
- 哈裡·沃克，82歲，美國棒球運動員、經理和教練。[30]

### 9日
- 艾拉·鮑德溫，103歲，美國學者和行政人員。[31]
- 約翰·哈利特，81歲，澳大利亞政治家。
- 克里夫·漢利，76歲，蘇格蘭記者、小說家、劇作家和廣播員。[32]
- 威廉·亞瑟·歐文，101歲，加拿大記者和外交官，死於哮喘。[33]
- 喬治·馬里施卡，77歲，奧地利演員、編劇和電影製片人。[34]
- 約翰·奧尼爾，56歲，澳大利亞橄欖球運動員，死於癌症。
- 海倫·羅拉森，43歲，英國體育記者和電視節目主持人，死於結直腸癌。[35]
- 佐藤尚子，41歲，來自日本橫濱的職業摔跤手，死於胃癌。
- 萊利·史密斯，88歲，美式橄欖球運動員。[36]
- 羅傑·斯托特，56歲，英國政治家，死於肝癌。
- 亞伯拉罕·H·陶布，88歲，美國數學家和物理學家。[37]
- 尤里·沃倫采夫，67歲，蘇聯和俄羅斯電影和戲劇演員。

### 10日
- ，65歲，葡萄牙軍官。[38]
- 恩斯特·巴德，85歲，德國演員、作曲家和詞曲作者（作詞家）。[39]
- 朱塞佩·德尔菲诺，77歲，義大利擊劍運動員和奧運冠軍。[40]
- 倫科·格契奇，74歲，克羅埃西亞足球運動員和教練。
- 延斯·霍耶·漢森，59歲，丹麥出生的紐西蘭珠寶商，癌症患者。
- 詹妮弗·派特森，71歲，英國廚師和電視名人（《兩個胖女人》），肺癌。[41]
- 安東尼·斯坦尼斯拉斯·拉齊維爾，40歲，美國電視主管和電影製片人，癌症。
- Kari Suomalainen，78歲，芬蘭政治漫畫家。
- 巴爾德夫·烏帕德亞亞，99歲，印度文學史學家、散文家和評論家。[42]

### 11日
- 迪基·大衛斯，77歲，英格蘭足球運動員。[43]
- 羅伯特·多爾夫曼，87歲，法國電影製片人。[44]
- 詹姆斯·奧托·埃爾哈特，56歲，美國殺人犯，被注射死刑。[45]
- 羅伯特·湯瑪斯·鐘斯，89歲，美國工程師。[46]
- 恩斯特·凱瑟，95歲，二戰期間德國國防軍將軍。
- 盧茲·馬查多，83歲，委內瑞拉政治活動家、記者和詩人。[47]
- 拉姆納特·帕卡，52歲，印度板球運動員。[48]
- Mimi Pollak，96歲，瑞典女演員和戲劇導演。[49]
- 拜倫·蘭德爾，80歲，美國西海岸藝術家，死於肺氣腫。[50]
- 湯米·裡奇利，73歲，美國R&B歌手和樂隊領隊，死於肺癌。[51]
- 陳亞先（Henk Chin A Sen），65岁，苏里南政治人物，第2任苏里南总统兼总理。
- A. G. Ram Singh，89歲，印度一流板球運動員。[52]

### 12日
- 帕維爾·阿爾肖諾夫，63歲，蘇聯和俄羅斯電影演員，編劇和電影導演。
- Jean Drapeau，83歲，加拿大律師和政治家。[53]
- 羅斯·埃利奧特，82歲，美國電視和電影角色演員，死於癌症。
- Albert E. Green，86歲，英國應用數學家和研究科學家。
- 約翰·裡格比·黑爾，75歲，英國歷史學家。[54]
- 威爾弗里德·卡勞克，94歲，紐西蘭運動員和學者。
- 喬治·魯，84歲，法國作家和歷史學家。
- 鮑勃·威爾遜，83歲，美國政治家。[55]
- 黄马鼎，53歲，美籍華裔畫家，死於愛滋病相關疾病。[56]
- 坎·尤塞爾，72歲，土耳其詩人，死於喉癌。

### 13日
- 蘇珊娜·法拉利·比林赫斯特，85歲，阿根廷飛行員。
- 伊格納茨·布比，72歲，德國猶太領袖。[57]
- Jaime Garzon Forero.，38歲，哥倫比亞喜劇演員，記者，政治家和和平活動家，被謀殺。
- 約翰·吉林，58歲，英國漫畫家。
- 弗雷德里克·哈特，55歲，美國雕塑家，死於癌症。[58]
- 納撒尼爾·克萊特曼，104歲，美國生理學家和睡眠研究員。[59]
- 瑪麗亞·克魯格，94歲，波蘭兒童文學作家和記者。
- 阿根廷迪亞斯·洛薩諾，86歲，宏都拉斯記者和小說家。
- 苏洛·努尔梅拉，91歲，芬蘭越野滑雪運動員，奧運冠軍。[60]
- Herberto Sales，81歲，巴西記者和作家。[61]

### 14日
- 伊芙琳·亞當斯，75歲，美國棒球運動員（AAGPBL）。[62]
- 萊恩·柯克蘭，77歲，美國工會領袖，癌症。[63]
- 菲力浦·克魯茨尼克，92歲，美國行政長官，商務部長（19080-1981），死於阿爾茨海默病。[64]
- 派特·穆林，81歲，美國棒球運動員。[65]
- 約翰·平格爾，82歲，美式足球運動員。[66]
- 皮·維·瑞斯（Pee Wee Reese），81岁，美国棒球运动员，美国棒球名人堂成员。[67]
- Lidia Selkregg，義大利地質學家。

### 15日
- 刘连昆
- 派特裡夏·比爾，79歲，英國詩人和評論家。[68]
- 休·卡森，89歲，英國建築師、室內設計師、藝術家和作家。[69]
- 弗蘭克·卡斯爾，75歲，英國短跑運動員和橄欖球運動員。
- 帕迪·德夫林，74歲，愛爾蘭社會民主黨人，勞工和民權活動家。[70]
- 查理斯·彼得·喬治，86歲，美國職業棒球大聯盟捕手。[71]
- 馬克·麥克菲，35歲，澳大利亞板球運動員，死於交通事故。[72]
- 奥尔加·奥罗兹科，79歲，阿根廷詩人，死於心血管疾病。[73]
- 塞萊斯汀·西布利，85歲，美國報紙記者。[74]

### 16日
- 安東·阿爾伯茨，72歲，荷蘭建築師。[75]
- 大衛·艾倫，54歲，美國電影和電視定格動畫師，死於癌症。[76]
- 羅恩·阿斯皮納爾，80歲，英國板球運動員。[77]
- 羅伊·愛德華茲，62歲，加拿大冰球運動員。[78]
- 南希·吉爾德，73歲，美國電影女演員，死於肺氣腫。[79]
- 簡慧真，31歲，香港女演員，死於腦癌。
- 羅斯·萊昂，85歲，牙買加女商人和政治家，被殺。
- Hédard Robichaud，87歲，加拿大政治家。
- 魯道夫·斯雷梅克，89歲，南斯拉夫和克羅埃西亞電影導演。

### 17日
- 蘭迪·赫夫林，80歲，美國棒球運動員。[80]
- 查理斯·撒母耳·喬爾森，83歲，美國律師和政治家。[81]
- 萊納·克里姆克，63歲，德國馬術和奧運冠軍，心臟病發作而死。[82]
- 亨利·帕雷特，69歲，法國自行車賽車手。[83]
- Bill Tyquin，80歲，澳大利亞橄欖球運動員。

### 18日
- 阿爾弗雷德·比克爾，81歲，瑞士足球運動員和教練。[84]
- 阿爾伯特·弗雷澤，84歲，美式橄欖球和棒球教練。[85]
- 阿爾夫·基爾興，85歲，英格蘭足球運動員。[86]
- Hanoch Levin，55歲，以色列劇作家、作家和詩人，心臟病發作而死。[87]

### 19日
- 愛琳·法爾孔，91歲，西班牙記者、女權主義者和活動家，呼吸系統疾病。[88]
- 迪·方迪，74歲，美國棒球運動員。[89]
- 奧爾·尤因男爵伊恩·奧爾·尤因，87歲，英國政治家。[90]
- 金·佩羅，32歲，美國籃球運動員，肺癌。[91]
- 羅德里戈·里埃拉，75歲，委內瑞拉吉他手和作曲家。
- 肖卡特·海珊·里茲維，85歲，巴基斯坦演員、電影製片人和導演。

### 20日
- 亞瑟·凱恩，78歲，英國進化生物學家和生態學家。[92]
- 鮑勃·加里恩，75歲，美國鄉村音樂歌手。[93]
- 約瑟夫·赫林克，83歲，捷克醫生和真菌學家。
- 鮑比·希恩，31歲，美國音樂家和詞曲作者，意外服藥過量。
- Josane Sigart，90歲，比利時網球運動員。
- 阿卜杜勒·薩拉姆·塔魯克德，62歲，孟加拉國政治家和律師。

### 21日
- 利奧·卡斯泰利，91歲，義大利裔美國藝術品轉銷商。[94]
- 費薩爾·本·法赫德，54/55歲，沙特王子，心臟病發作而死。[95]
- 西莉·費恩特，90歲，德國馬戲團演員，舞臺和電影女演員。
- 吉米·羅伊，90歲，美國足球運動員。
- 漢斯·馮·赫沃斯，95歲，德國外交官。[96]
- 葉夫根尼·葉利謝耶夫，90歲，蘇聯和俄羅斯足球運動員和教練。

### 22日
- 亞歷山大·德米揚年科，62歲，俄羅斯電影和戲劇演員，心臟病發作而死。[97]
- Yann Goulet，85歲，法國雕塑家。
- 瑪格麗特·穆尼，70歲，法國女演員。[98]
- Hide Hyodo Shimizu，91歲，日裔加拿大教育家和活動家。

### 23日
- 瑪莎·朗特裡，87歲，美國先驅廣播記者。[99]
- 雷·史密斯，80歲，美國農學家和昆蟲學家。
- 弗蘭克·特雷德里亞，79歲，紐西蘭自行車賽車手。
- 諾曼·韋克斯勒，73歲，美國編劇，心臟病發作。[100]
- 詹姆斯·懷特，71歲，北愛爾蘭科幻短篇小說作家，死於中風。[101]

### 24日
- 喬治·布洛涅，82歲，法國足球運動員和經理。[102]
- 羅伯托·布西內洛，71歲，義大利賽車手。
- 沃倫·科文頓，78歲，美國大樂隊長號手。[103]
- 瑪麗·簡·克羅夫特，83歲，美國女演員（《奧茲和哈麗特歷險記》、《我愛露西》、《我們的布魯克斯小姐》）。[104]
- 喬·古利特，84歲，澳大利亞士兵、政治家、外交官和記者。[105]
- Alexandre Lagoya，70歲，法國古典吉他手。[106]
- 威廉·凱·蘭姆，95歲，加拿大歷史學家、檔案管理員和圖書管理員。[107]

### 25日
- 羅伯·費舍爾，42歲，英國詞曲作者和音樂家，結直腸癌。[108]
- 戴夫·福爾摩斯，75歲，美式橄欖球運動員和教練，心臟病發作而死。
- 第八代蘭斯當侯爵喬治·佩蒂-菲茨莫裡斯，86歲，英國貴族和政治家。
- 喬治·舒格曼，87歲，美國畫家和雕塑家。[109]
- 喬治·托馬拉，84歲，德國演員。[110]
- Jack Whent，79歲，英國足球運動員。

### 26日
- 路易絲·貝洛克，90歲，法國作家、詩人和文學家。
- Tonči Gulin，61歲，克羅埃西亞足球運動員。
- 埃琳娜·莫爾戈奇，39歲，羅馬尼亞長跑運動員和奧運選手，被刺傷而死。[111]
- 雷蒙德·弗農，85歲，美國經濟學家，死於癌症。[112]

### 27日
- 伊莉莎白·布萊克伯恩，英國乒乓球運動員。
- 哈羅德·傑克·布魯姆，75歲，美國電視製片人和編劇，死於癌症。[113]
- Hélder Câmara，90歲，巴西羅馬天主教大主教，心臟病發作而死。
- 尼舒爾堪布蔣揚多傑，67歲，西藏喇嘛。
- 白光，78歲，中國女演員、歌手，結腸癌死於。
- 恩佐·馬蒂內利，87歲，義大利數學家。
- 路易絲·湯普森·派特森，97歲，美國社會活動家和大學教授。[114]
- 拉尔夫·莱利，74歲，英國遺傳學家。[115]

### 28日
- 拉斐爾·曼薩納雷斯·阿吉拉爾，81歲，洪都拉斯民俗學家、作家和音樂作曲家。
- 斯蒂芬·阿金穆勒，21歲，英國連環殺手嫌疑人，自殺。[116]
- 哈威·康恩，66歲，加拿大傳教士。[117]
- Johnny Gerlach，82歲，美國職業棒球大聯盟球員。[118]
- 戴夫·波普，78歲，美國棒球運動員。[119]

### 29日
- 安·貝克，84歲，美國爵士歌手。
- 傑米·菲爾茲，29歲，美國橄欖球運動員，肇事逃逸車禍。[120]
- 保羅·堀內，93歲，美國畫家和合作者，患有阿爾茨海默病。[121]
- 克勞迪奧·萊茲卡諾，69歲，巴拉圭足球運動員。[122]
- 威利·拉斯諾夫，62歲，丹麥電影演員，頸癌。
- 埃米琳·希爾·理查森，89歲，美國古典考古學家和伊特魯里亞學者。[123]
- Luca Sportelli，72歲，義大利演員。

### 30日
- 阿卜杜拉·巴拉杜尼，70歲，葉門作家、詩人和評論家。
- Reindert Brasser，86歲，荷蘭運動員和奧運選手。[124]
- 漢斯·海因里希·埃格佈雷希特，80歲，德國音樂學家和學者。[125]
- 乔治·戈尔丁，93歲，澳大利亞男子田徑運動員。[126]
- 克裡斯塔波爾·伊萬尼揚，78歲，蘇聯和亞美尼亞中將。
- William A. Niering，75歲，美國植物學家。[127]
- 雷蒙德·波伊維，89歲，法國漫畫家。
- 弗里茨·舒爾穆爾，67歲，美式橄欖球教練，死於肝癌。[128]
- 愛德華·斯圖爾特，84歲，美國佈景設計師
- István Timár-Geng，76歲，匈牙利籃球運動員。[129]

### 31日
- 林晏如，36歲，台灣女歌手，乳癌。
- 瑪格麗特·查普曼，81歲，美國女演員。[130]
- 埃德·基亞，51歲，加拿大冰球運動員
- 西爾維亞·波茨，55歲，紐西蘭中距離運動員，奧運選手，死於癌症。[131]
- 亨利·厄爾·辛格爾頓，82歲，美國電氣工程師和企業高管。[132]